# ماكسيم بيليه
ماكسيم بيليه (7 أغسطس 1984 بعشق آباد في تركمانستان - ) هو لاعب كرة قدم تركماني في مركز الدفاع. شارك مع منتخب تركمانستان لكرة القدم. أما مع النوادي، فقد لعب مع نادي باختاكور طشقند ونادي بلقان ونافباخور نامانجان وÝedigen FC ‏ وŞagadam FK ‏ ونادي أهال.

## روابط خارجية
- ماكسيم بيليه على موقع قاعدة بيانات كرة القدم.إي يو (الإنجليزية)
- ماكسيم بيليه على موقع ناشيونال فوتبول تيمز (الإنجليزية)
- ماكسيم بيليه على موقع GSA (الإنجليزية)